# The Primrose Path (film 1925)
The Primrose Path è un film muto del 1925 diretto da Harry O. Hoyt. Variety riportava che il soggetto si doveva a una storia originale della sceneggiatrice Leah Baird, ma fonti contemporanee indicano come autore E. Lanning Masters.

## Trama
Il figlio maggiore della signora Armstrong, Bruce, è sulla cattiva strada. Innanzitutto, ha problemi con l'alcol, ed è proprio da un incidente da lui causato mentre era ubriaco che il suo fratellino minore, Jimmy, poco più che decenne, aveva subito una – per quanto temporanea – menomazione, a seguito della quale riusciva a camminare solo applicando un tutore ad una gamba; Bruce si sentiva in colpa per questo, mentre, agli occhi di Jimmy, egli rimaneva il fratello ideale.
In secondo luogo, Bruce è affetto da ludopatia: e – che è peggio – ultimamente si era fatto sottrarre grosse somme da Tom Canfield, un baro, per la qual cosa Bruce aveva emesso assegni che risultavano a vuoto. Canfield è invischiato, assieme al complice Joe Snead, anche nel contrabbando di preziosi, e propone a Bruce di distruggere gli assegni falsi se lo avesse aiutato a recuperare una partita di diamanti dal terzo elemento della banda, un certo "Dude" Talbot. Bruce accondiscende, nonostante il contrario consiglio della fidanzata Marilyn.
Inoltre, dopo la morte accidentale di Canfield, mentre Talbot si reca oltreoceano con i diamanti, Snead, convinto che essi siano in possesso di Bruce, lo affronta davanti a casa – proprio la sera del compleanno di Jimmy, che assiste alla scena – ma Bruce, per legittima difesa, lo uccide. Al processo, il piccolo Jimmy, avendo ormai compiuto l'età prevista dalla legge, è portato a testimoniare. Bruce non vuole far pesare sul fratellino una sua eventuale condanna a morte, e confessa di essere colpevole dell'omicidio. Viene condannato.
È solo Talbot, al suo ritorno in patria, a suggerire alle autorità l'eventualità della legittima difesa: il caso viene riconsiderato, e Bruce è rilasciato. Ad accoglierlo a casa c'è Jimmy, che mostra ora di poter camminare anche senza tutore, sollevando in tal modo dalla coscienza del fratello quest'ulteriore gravame.
Non si fa menzione degli assegni a vuoto e del contrabbando. 

## Produzione
Il film fu prodotto da Hunt Stromberg per la Arrow Film Corporation.

## Distribuzione
Il copyright del film, richiesto dalla Arrow, fu registrato il 5 settembre 1925 con il numero LP21793.
Distribuito dalla Arrow Film Corporation il film uscì nelle sale cinematografiche statunitensi il 15 settembre 1925.
Copie complete della pellicola si trovano conservate negli archivi della Cinémathèque Royale de Belgique di Bruxelles, del BFI/National Film And Television Archive di Londra, del George Eastman House di Rochester, dell'UCLA Film And Television Archive di Los Angeles.